# Боннак, Жан Луи д’Юссон
Жан Луи д’Юссон, маркиз де Боннак (1672—1738) — французский дипломат.
Будучи послом в Константинополе, сумел завоевать доверие султана Ахмеда III и великого визиря Ибрагим-паши. Этому способствовала и международная обстановка начала XVIII в. Турция и Франция не имели прямых столкновений, у них был общий противник — Австрийская империя. Турция не участвовала в войне за испанское наследство, но её враждебная позиция по отношению к Австрии была выгодна Франции.
10 сентября 1724 г. награждён русским орденом Святого Андрея Первозванного.: «в признание трудов его при заключении с Оттоманской Портой о персидских делах трактата, послан к нему сей орден, который надет на него в Константинополе русским посланником Александром Ивановичем Румянцевым 11 января 1725 года в его доме».
30 августа 1725 г. награждён орденом Святого Александра Невского: «Императрица Екатерина I Алексеевна в день, святому Александру Невскому посвященный, сей орден пожаловала».
Написал «Mémoire historique sur l’Ambassade de France à Constantinople».
Отец генерал-лейтенанта Франсуа де Боннака, который, именным указом императрицы Анны Иоановны «унаследовал» ордена своего отца — случай, практически уникальный в русской истории.